# Каузио, Франко
Франко Каузио (итал. Franco Causio; родился 1 февраля 1949, Лечче) — итальянский футболист, полузащитник. 
Воспитанник футбольного клуба «Лечче». 
Шестикратный чемпион Италии в составе туринского «Ювентуса», а также обладатель кубка Италии 1979 года и кубка УЕФА 1977 года. 
В 1973 году Каузио с «Ювентусом» доходил до финала кубка европейских чемпионов.
Чемпион мира по футболу 1982 года.
В серии «А» Франко за различные команды провёл 460 матчей и забил 66 голов, в серии «В» 94 матча, в серии «С» 16 матчей. В кубке Италии 113 матчей, Кубке чемпионов — 23, Кубке кубков — 7, Кубке УЕФА — 49, Межконтинентальный кубок — 1, сборные страны — 66.
Всего за карьеру провёл в Италии 829 матчей.
Лучший футболист Италии 1971 года.

## Клубная карьера
Франко родился в городе Лечче (Апулия), и переехал в «Ювентус», когда ему было 17 лет. Через несколько лет «аренд» в Серии B (играя за Реджину и Палермо), он вернулся в «Ювентус» в течение 1970 года, где в течение 11 лет он носил футболку с 7-м номером туринского клуба, и играл вместе с такими известными игроками, как: Роберто Беттега, Роберто Бонинсенья, Пьетро Анастази, Клаудио Джентиле, Марко Тарделли, Дино Дзофф, Гаэтано Ширеа и Антонио Кабрини. В течение весьма успешного периода с клубом, он шесть раз выиграл «скудетто», а также выиграл Кубок Италии и Кубок УЕФА.
Кроме того, он вышел в финал Кубка европейских чемпионов с «Ювентусом» в течение сезона 1972/73, а также в финале Межконтинентального кубка в том же году после их поражения в финале Кубка Италии этого сезона, несмотря на победу в Серии А, едва не выиграв требл. Его лучший финиш был в Кубке обладателей кубков был в сезоне 1979/80, когда «Ювентус» достиг полуфинала турнира.

## Карьера в сборной
За национальную сборную Италии с 1972 по 1983 год провёл 63 матча и забил 6 голов.
Участник ЧМ-1974 (провёл 2 матча, голов не забил) и ЧМ-1978 (7 матчей, 1 гол в матче за 3-е место),
Полуфиналист Чемпионата Европы 1980 года в Италии.
В возрасте 33 лет был включен в состав сборной на Чемпионате мира 1982 года в Испании, где в основном находился в запасе, но выходил на поле в двух матчах (второй тайм в матче с Перу, а также в знак своего большого уважения и в знак благодарности тренер Энцо Беарзот заставил его выйти на поле в Финале на 89 мин.), голов не забивал. Команда в итоге стала чемпионом и Каузио получил золотую медаль.

## Достижения
Клубные:
- Чемпион Италии: 1972, 1973, 1975, 1977, 1978, 1981
- Обладатель Кубка Италии: 1979
- Обладатель Кубка УЕФА: 1977

Национальные:
- Чемпион мира: 1982

Личные:
- Лучший футболист Италии: 1971
- Футболист года в Италии по версии Guerin Sportivo: 1982